# Motorradbrille

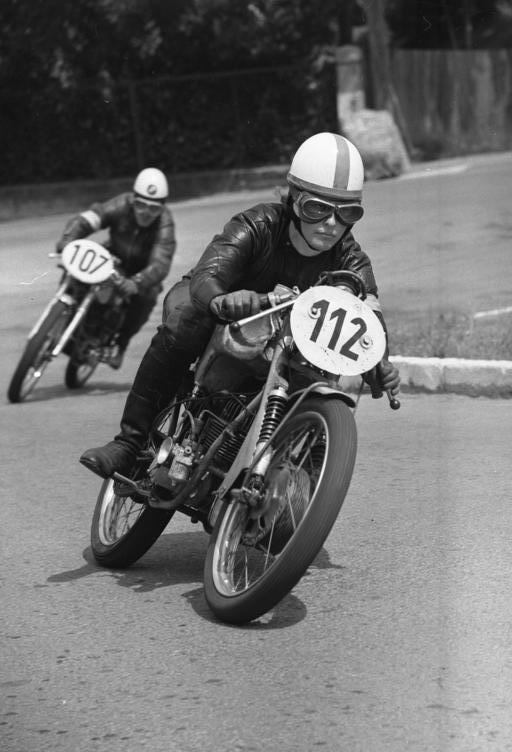
Helga Heinrich-Steudel mit Motorradbrille

Die Motorradbrille wird vorrangig zum Schutz der Augen vor Fahrtwind und in der Luft befindlichen Partikeln eingesetzt.
Schon zu Beginn der Nutzung des Motorrads war die separate, nicht in den Motorradhelm integrierte Brille ein wichtiger Bestandteil der Ausrüstung des Fahrers. Erst später gab es den Motorradhelm mit Visier, der die Motorradbrille überflüssig machte.
Die Motorradbrille entwickelte sich in den letzten Jahrzehnten zunehmend zu einem Schmuckstück, das nicht nur in unterschiedlichsten Formen und Farben fabriziert wird, sondern auch unterstützende Eigenschaften wie Sehstärken-Optimierung oder den Einsatz von sicheren und leichteren Spezialglasbauteilen aufweist.